# Palais de justice du comté de Presidio
Le palais de justice du comté de Presidio (anglais : Presidio County Courthouse) est un palais de justice américain situé à Marfa, au Texas. Recorded Texas Historic Landmark depuis 1964, il est inscrit au Registre national des lieux historiques depuis le 20 décembre 1977.